# 南晉州
南晉州是唐代嶺南道所屬的一個州，其轄地在今廣西省、越南邊境一帶地方，唐高祖武德四年（621年）以隋鬱林郡之宣化縣置，貞觀八年（634年）南晉州更名邕州，轄縣：宣化縣、橫山縣、武緣縣、晉興縣、朗寧縣、思籠縣、如和縣、封陵縣。